# Psaliodes aliena
Psaliodes aliena là một loài bướm đêm trong họ Geometridae.